# Trem
Trem (bułg. Трем) – wieś w Bułgarii, w obwodzie Szumen, w gminie Chitrino. W 2024 roku liczyła 561 mieszkańców.